# تشارلي ومصنع الشوكولاتة (رواية)
تشارلي ومصنع الشوكولاتة هي رواية للأطفال صدرت عام 1964 للكاتب البريطاني روالد دال. تعرض الرواية مغامرات تشارلي باكيت الشاب داخل مصنع الشوكولاتة غريب الأطوار ويلي ونكا.

## حبكة الرواية
تدور أحداث الرواية حول الفتى الفقير تشارلي باكيت، الذي يعيش مع عائلته في منزل صغير في إحدى القرى. في أحد الأيام، تُعلن شركة الشوكولاتة الشهيرة التي يمتلكها ويلّي ونكا عن مسابقة فريدة: خمسة تذاكر ذهبية مخبأة داخل ألواح الشوكولاتة. الفائزون بالتذاكر سيحصلون على جولة حصرية في مصنع ونكا المذهل. يُصادف أن تشارلي يعثر على التذكرة الذهبية الوحيدة التي يستطيع الحصول عليها، لينطلق في مغامرة فريدة من نوعها داخل المصنع الذي يحتوي على أسرار سحرية وأماكن غريبة.
داخل المصنع، يلتقي تشارلي بأربعة أطفال آخرين هم الفائزون الآخرون بالتذاكر، وكل منهم يتمتع بصفات سلبية تؤدي بهم إلى مشكلات داخل المصنع. بينما يستعرض ونكا مختلف الأقسام العجيبة لمصنعه، تظهر الشخصيات المبالغة في صفاتها: فيروكا التي لا تقدر على الصبر لأنّ دلّلها والدها كثيرًأ، أغستس الذي لا يستطيع التحكم في نفسه، فيوليت التي تسعى لتحقيق كل رغبة لها، ومايك الذي يهتم بالتكنولوجيا بشكل مبالغ فيه. في النهاية، يُظهر تشارلي النضج والصبر، مما يجعله الفائز الحقيقي، ويُختتم بانتقاله إلى مصنع الشوكولاتة ليخلف ونكا في إدارة المصنع، وهو رمز للمكافأة التي تأتي من الطيبة والاعتدال.